# Estación de Puigcerdá
Puigcerdá (en catalán y oficialmente Puigcerdà) es una estación de la línea R3 de Rodalies de Catalunya que funciona como de Media Distancia. Está situada en el municipio homónimo. Forma parte de la línea Ripoll-Puigcerdá. Es una de las estaciones más importantes de la línea (aunque sirve a una población de sólo 8 800 habitantes) por su carácter de estación fronteriza. Antiguamente habían llegado trenes de SNCF mediante la vía de ancho internacional que circula paralela a la vía de ancho ibérico, pero actualmente es la línea R3 la que llega hasta Latour-de-Carol, desde donde se puede hacer transbordo a la red ferroviaria francesa. En 2021 registró la entrada de 52 425 usuarios, correspondientes a los servicios de cercanías, lo que representa un incremento del 26,03% sobre el año anterior.

## Situación ferroviaria
La estación se encuentra en el punto kilométrico 48,6 de la línea férrea Ripoll-Puigcerdá, entre las estaciones de Caixans y La Tour de Carol, a 1 146,64 metros de altitud.
El tramo es de vía única en ancho ibérico (1668 mm), con tensión eléctrica de 3 kV y alimentación por catenaria.

## Historia

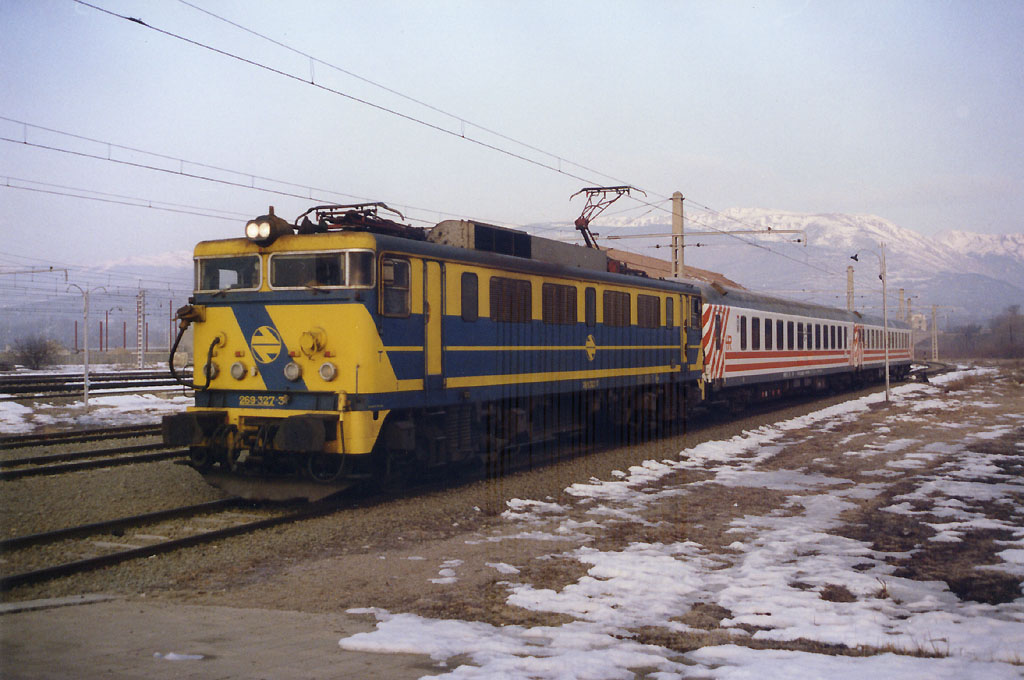
El tren Pullman Cerdanya entrando en la estación en 1992.

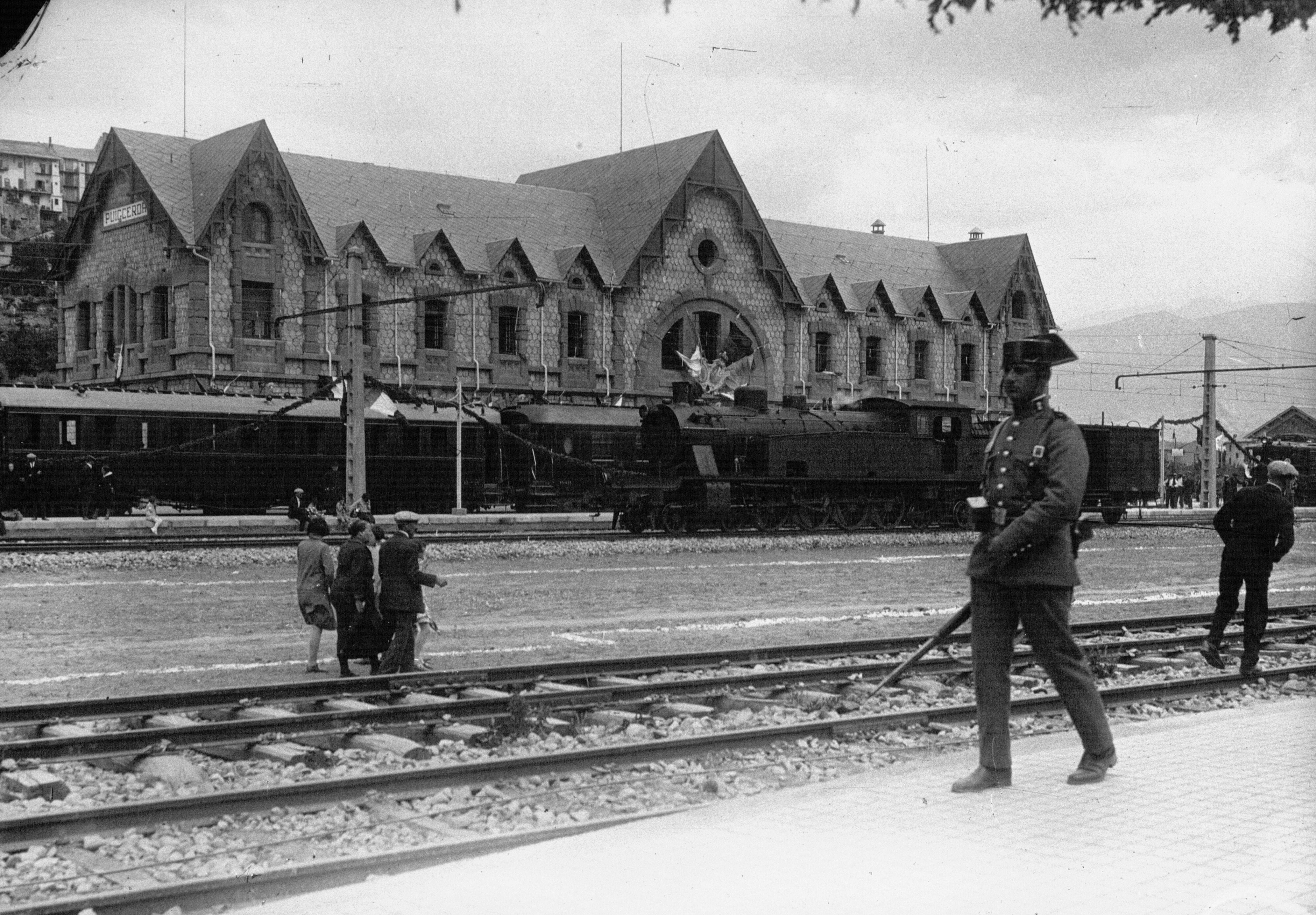
Guardia Civil patrullando en la Estación de Puigcerdá, en 1929.

Esta estación del Ferrocarril Transpirenaico, tal como se conocía la línea de Ripoll a Puigcerdá, fue abierta al tráfico el 3 de octubre de 1922, con la puesta en marcha del tramo de 13,457 km entre las estaciones de La Molina y Puigcerdá de la línea que unió en ese mismo año Barcelona con Latour de Carol-Enveitg desde Ripoll. Las obras corrieron directamente a cuenta del Estado, ya que no se habían presentado postores para la subasta de obras y España estaba obligada por contrato con Francia a construir la línea. La inauguración oficial de la estación (y con ello de toda la línea) llegaría el día siguiente, 4 de octubre de 1922, en un acto bendecido por el obispo de la Seo de Urgel.
En un primer momento y hasta la llegada de la tracción eléctrica, la línea fue explotada mediante tracción vapor con locomotoras de la compañía Norte y por las 242 ténder fabricadas por La Maquinista Terrestre y Marítima (MTM), en Barcelona. Ante lo costoso de la explotación, el organismo estatal Explotación de Ferrocarriles por el Estado se hace cargo de la línea en 1926 con el objetivo de electrificar la línea. Las máquinas eléctricas de la serie 1000 entraron en servicio en 1929, coincidiendo con la electrificación a 1.500 voltios de la línea Ripoll-Puigcerdá, una de las primeras en electrificarse de toda la red catalana. A finales de 1929, las locomotoras de la serie 1000 se transfirieron a la Compañía de los Caminos de Hierro del Norte de España.
Mediante la Real Orden de 17 de julio de 1928 se determinó que la explotación de la línea entre Ripoll y Puigcerdá (tramo al que pertenece la estación) fuese realizada por Norte, cediendo el Estado la misma en régimen de alquiler. Norte pasó a explotar la línea a partir del 21 de junio de 1929, hasta la apertura del tramo entre Ripoll y La Tour de Carol en vía de ancho internacional, en paralelo a la ya existente en ancho ibérico.
El estallido de la Guerra Civil en 1936 dejó la estación en zona republicana. Ante la nueva situación el gobierno republicano, que ya se había incautado de las grandes compañías ferroviarias mediante un decreto de 3 de agosto de 1936, permitió que en la práctica el control recayera en comités de obreros y ferroviarios. Con la llegada de las tropas sublevadas a Cataluña en 1939, se volvió a la situación anterior.
En 1941, tras la nacionalización del ferrocarril de ancho ibérico, las instalaciones pasaron a manos de la recién creada RENFE. En 1965 se duplicó la tensión de la línea, pasando a ser de 3000Vcc. En 1984 planeó sobre la estación la amenaza de cierre, dentro del plan de cierre masivo de líneas altamente deficitarias, evitado por la presión popular y el carácter internacional de la línea. Desde el 31 de diciembre de 2004 Renfe Operadora explota la línea mientras que Adif es la titular de las instalaciones ferroviarias.

## La estación[3]

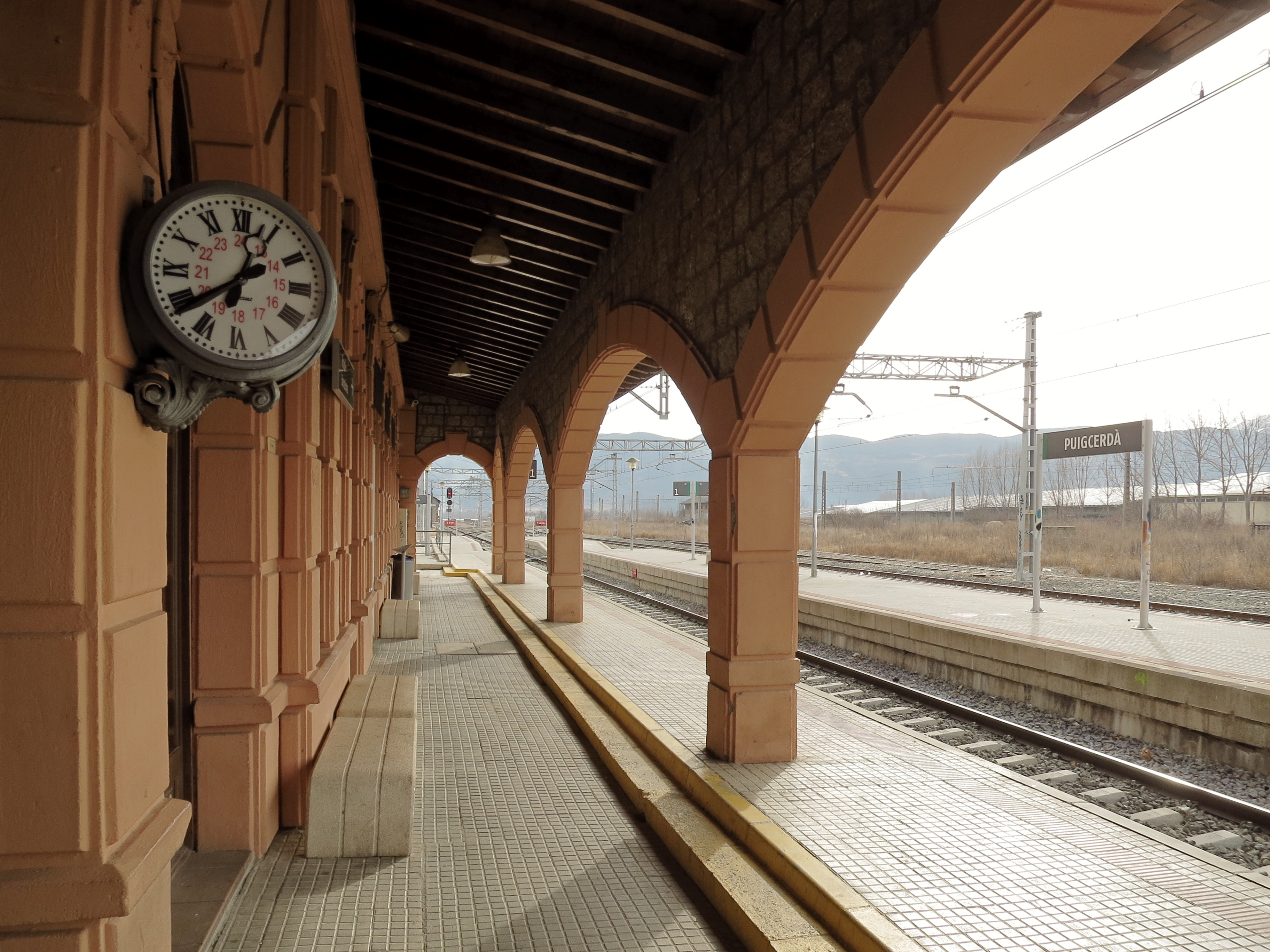
Porche de la estación en 2016.

El edificio de viajeros se encuentra a la derecha de las vías. Es una amplia estructura con dos alturas y buhardilla, estando la primera planta reservada para hotel. Con un amplio porche y un gran vestíbulo, presenta disposición lateral a la vía. La estación dispone de la vía 1 (principal) con acceso al andén lateral y central y las vías derivadas 3 y 5, con acceso la vía 3 al andén central y la 5 sin acceso a andenes. También hay dos vías muertas más en el costado de Ripoll conectadas a la vía 1. 
En cuanto a las instalaciones de ancho internacional, ya totalmente inoperativas, contó con una rotonda giratoria y vías más alejadas aún del edificio de viajeros con acceso mediante un paso inferior hoy en día tapiado por el que se alcanzaba un segundo andén central, hoy en día impracticable. Estas vías, hoy en día fuera de servicio, eran donde hasta 1969 llegaban los trenes procedentes de Francia. En 2009 se simplificó y acondicionó el esquema de vías para dejarlo en su estado actual. No obstante y pese a tapiar el acceso subterráneo, quedó el forjado de acceso al mismo, siendo muy parecido al paso bajo las vías de la estación de Canfranc. La estación, gestionada por Adif, dispone del servicio de megafonía habitual, dispone de pantallas de información y máquinas expendedoras de billetes.
El sistema de seguridad es de "Tren-tierra y ASFA". 
En cuanto a los bloqueos dispone de Bloqueo de Liberación Automática en vía Única con Control de Tráfico Centralizado (BLAU con CTC). Esta configuración se mantiene en el tramo entre las estaciones de Vich y Puigcerdá, al cual pertenece la estación.

## Servicios ferroviarios
A pesar de pertenecer la estación a la Provincia de Gerona, no comparte la denominación de Rodalies con su provincia, sino con la de Barcelona. En la práctica, la estación sólo tiene servicios regionales de Media Distancia, que se prestan con material de Rodalies de Catalunya, usualmente con la serie 447 de Renfe y más raramente con trenes Civia. Algunos trenes no efectúan parada en la estación.
Los horarios actualizados de Cercanías de Cataluña pueden descargarse en este enlace. El horario actualizado de la R3 puede consultarse en este enlace. Una parte de los trenes finalizan su recorrido en esta estación y cuatro de ellos continúan su recorrido a La Tour de Querol. En días laborables hay un servicio de ida y vuelta a l'Hospitalet semidirecto y con origen en esta estación, siendo la próxima parada Ripoll.
| << cabecera                    | < estación | línea           | estación > | cabecera >> |
| ------------------------------ | ---------- | --------------- | ---------- | ----------- |
| Rodalies de Catalunya de Renfe |            |                 |            |             |
| Hospitalet                     | Urtx-Alp   |                 | terminal   | terminal    |
| Hospitalet                     | Urtx-Alp   | Latour-de-Carol |            |             |